# حبيب مايجا
حبيب مايجا (مواليد 1 يناير 1996) هو لاعب كرة قدم من ساحل العاج يلعب في مركز خط الوسط في نادي ميتز.

## روابط خارجية
- حبيب مايجا على موقع الاتحاد الأوربي (الإنجليزية)
- حبيب مايجا على موقع قاعدة بيانات كرة القدم.إي يو (الإنجليزية)
- حبيب مايجا على موقع ناشيونال فوتبول تيمز (الإنجليزية)
- حبيب مايجا على موقع Soccerbase.com (لاعب) (الإنجليزية)
- حبيب مايجا على موقع Soccerway.com (الإنجليزية)
- حبيب مايجا على موقع عالم كرة القدم.نت (الإنجليزية)
- حبيب مايجا على موقع AS.com (الإسبانية)